# Small Ball
Small Ball bezeichnet eine Aufstellungsvariante im Basketball, bei der von der sonst üblichen Aufstellung (ein Center, zwei Forwards und zwei Guards) bewusst abgewichen wird, um schneller spielen zu können.
So wird beispielsweise anstatt zwei Forwards nur einer eingesetzt und stattdessen ein zusätzlicher Guard ins Spiel gebracht. In anderen Fällen verzichtet man auf den Center und bringt an seiner Stelle einen Forward aufs Feld. Dadurch ergibt sich ein Geschwindigkeitsvorteil, welcher, richtig eingesetzt, einen Vorteil in der Offensive bedeutet. Des Weiteren setzt man bei Small Ball auf Spieler, die sich durch gutes Ballhandling auszeichnen und oft auch gut aus der Distanz werfen können – damit erreicht man das sogenannte Floor spacing (Schaffen von Räumen). Umgekehrt können sich, sofern der Gegner nicht auch in ähnlich kleiner Aufstellung spielt, Probleme in der Verteidigung ergeben. Insbesondere müssen große, kräftige Gegenspieler gedoppelt werden.
Besondere Bedeutung kommt dabei Spielern zu, die nicht nur offensiv, sondern vor allem defensiv vielseitig sind und verschiedene Positionen verteidigen können. Als Prototyp eines solchen Spielers gilt oft Draymond Green von den Golden State Warriors. Ein weiteres oft genanntes Beispiel ist LeBron James. Andererseits gibt es auch große Spieler, gegen die das Spielen von Small Ball als riskant gilt, weil sie Größenvorteile sehr effektiv nutzen können.

## Geschichte
Zu den Pionieren des Small Ball gehören die Trainer Don Nelson (Dallas Mavericks) und Mike D’Antoni (Phoenix Suns) Anfang und Mitte der 2000er Jahre.
Als Durchbruch für die Small-Ball-Strategie gilt die NBA-Saison 2014/15, in der ein Wechsel zu einem kleineren Line-up den Golden State Warriors den Sieg gegen die Cleveland Cavaliers in den Finals brachte. Im sechsten Spiel der Finals setzte der Trainer der Warriors Steve Kerr seinen Center Andrew Bogut gar nicht ein. Auch die Cavaliers verzichteten gegen Ende der Serie weitgehend auf ihren Center Timofey Mozgov.